# Badim Maomé ibne Maomé Juveini
Badim Maomé ibne Maomé Juveini (Bahāʾ-al-Din Moḥammed ibn Moḥammed) era um estadista persa e membro da família Juveini. Era pai de Ata Maleque e Xameçadim Juveini. Serviu os cãs da Pérsia durante o intervalo entre as conquistas de Gêngis Cã e a chegada de Hulagu Cã, fundador do Ilcanato. Jentemor, o governante do Coração e Mazandarão, nomeou-o  saíbe do divã da área que comandou por volta de 1232/33 e por volta de 1235/36 o enviou, junto de Gorguz, um associado seu e futuro sucessor no Coração, à corte de Oguedai Cã. Oguedai o tratou gentilmente e lhe deu um paiza e um decreto (iarligue) com o tanga (selo) e o fez saíbe do divã de todos os territórios ocidentais do Império Mongol. Badim continuou trabalhando sob Gorguz e e seu sucessor Argum no Coração e Mazandarão. Também governou como representante de Gorguz no Coração durante sua viagem à Mongólia e como governante da Geórgia (Gorjestão) e Azerbaijão sob Argum.